# Peklo (Raspenava)

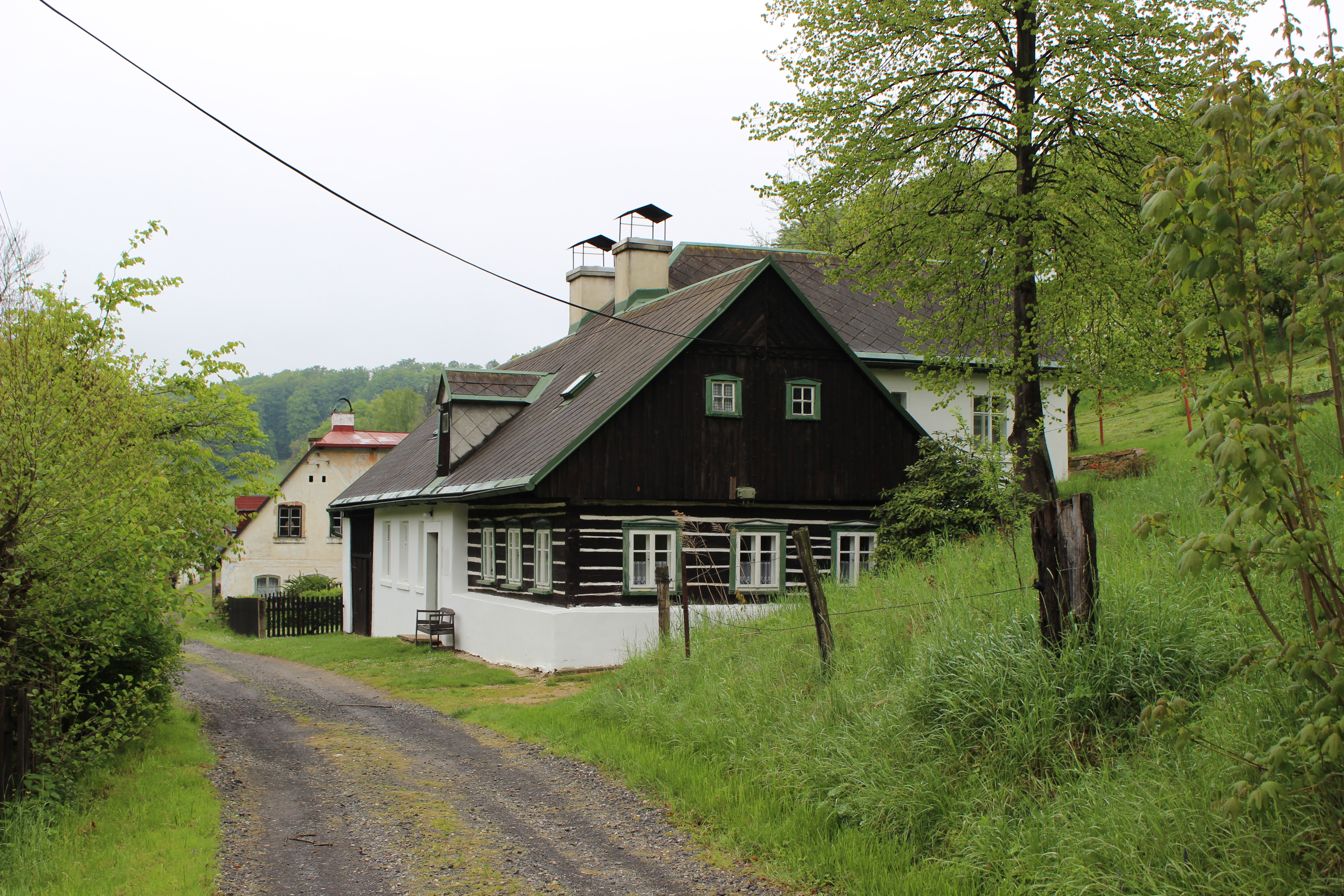
Haus Nummer 11 in Peklo

Peklo (deutsch Karolinthal) ist eine Grundsiedlungseinheit der Stadt Raspenava in Tschechien. Sie liegt drei Kilometer östlich von Raspenava im Naturpark Peklo und gehört zum Okres Liberec.

## Geographie
Peklo befindet sich im Tal des Baches Pekelský potok (Telkebach) im Isergebirgsvorland. Nördlich erhebt sich der Ludvíkovský vrch (481 m), im Osten der Závorník (Riegelberg, 695 m), Svinský vrch (Sauberg, 756 m) und der Smrk (Tafelfichte, 1124 m), südlich der Dubový vrch (Eichberg, 467 m), im Südwesten der Pekelský vrch (Höllberg, 487 m) sowie nordwestlich der Chlum (Hoher Hain, 495 m). Am südlichen Ortsrand liegt der Teich Petr.
Nachbarorte sind Dolní Řasnice, V Lukách und Hajniště im Norden, Ludvíkov pod Smrkem im Nordosten, Přebytek im Osten, Lázně Libverda im Südosten, Hejnice und Lužec im Süden, Luh im Südwesten, Raspenava im Westen sowie Krásný Les im Nordwesten.

## Geschichte
Die erste schriftliche Erwähnung eines Vorwerks im Höllengrund (Frowergen in Heller) erfolgte 1601. Im Jahre 1702 wurden um den herrschaftlichen Meierhof und die Schäferei noch sechs Häuser angelegt; die Ansiedlung wurde Hellen genannt. Weitere Namensformen waren Höllner Schafferey (1713) und Höllner Meyerhof (1780).
Im Zuge der Raabisation ließ der Besitzer der Herrschaft Friedland, Christian Philipp von Clam-Gallas, im Jahre 1780 die Fluren des Meierhofes und der Schäferei parzellieren und an Untertanen verkaufen. Das aus 33 Anwesen bestehende neue Dorf wurde zunächst als die Hölle bezeichnet und 1784 nach der Ehefrau des Gründers, Karolina Josepha geborene Gräfin von Sporck offiziell als Karolinenthal bzw. Carolinenthal benannt. Seine Bewohner waren nach Haindorf frondienstverpflichtet. Im Laufe der Zeit wandelte sich der Ortsname zu Karolinthal (1787) und Karolinsthal (1790).
Im Jahre 1832 bestand Karolinthal aus 65 Häusern mit 445 Einwohnern. Pfarrort war Raspenau. Bis zur Mitte des 19. Jahrhunderts blieb Karolinthal der Allodialherrschaft Friedland untertänig.
Nach der Aufhebung der Patrimonialherrschaften bildete Karolinthal bzw. Karolinenthal ab 1850 einen Ortsteil der Gemeinde Mildeneichen im Bunzlauer Kreis und Gerichtsbezirk Friedland. Die Haupterwerbsquelle der Bewohner bildete die Forstarbeit, die Heimweberei sowie die Lohnarbeit in den Fabriken der umliegenden Orte. Da es in dem abgelegenen Ort weder einen Heger noch einen Gendarmen gab, spielte auch die Wilderei eine nicht unbeträchtliche Rolle. Ab 1868 gehörte das Dorf zum Bezirk Friedland. Seit dem Ende des 19. Jahrhunderts wurde nur noch der Ortsname Karolinthal verwendet. 1884 entstand die Porzellanmanufaktur von Adolf Rösler und Wilhelm Wildner. Sie besaß nur einen Brennofen und beschäftigte 13 Arbeiter; sie war der einzige Industriebetrieb der jemals in dem Dorf bestanden hat und war deutlich kleiner als die Manufakturen in Hegewald und Mildeneichen. Nach dem Ausscheiden Wildners war Adolf Rösler ab 1893 alleiniger Gesellschafter. Am 11. Mai 1904 brannte die Porzellanfabrik A. Rösler nieder, sie wurde nicht wieder aufgebaut. Anfang des 20. Jahrhunderts entwickelte sich Karolinthal zu einer Sommerfrische. Nach dem Münchner Abkommen erfolgte 1938 die Angliederung an das Deutsche Reich; bis 1945 gehörte Karolinthal zum Landkreis Friedland. Nach dem Ende des Zweiten Weltkrieges kam Karolinthal zur Tschechoslowakei zurück und die meisten deutschböhmischen Bewohner wurden vertrieben. 1946 erfolgte die Umbenennung des Ortes in Peklo. 1950 erfolgte die Eingemeindung nach Raspenava. Im Zuge der Aufhebung des Okres Frýdlant wurde das Dorf 1960 dem Okres Liberec zugeordnet. 1980 verlor Peklo den Status eines Ortsteils.

## Ortsgliederung
Peklo gehört zum Katastralbezirk Raspenava. Das Dorf bildet neben Raspenava eine der beiden Grundsiedlungseinheiten der Stadt.

## Sehenswürdigkeiten
- Naturpark Peklo
- Hügel Chlum mit prähistorischem Siedlungsplatz
- Haus Nr. 55, volkstümlicher Bau mit Steinportal
- Gusseisernes Kreuz mit gemalter Madonnenfigur, geschaffen 1810. Es wurde im Jahre 2006 restauriert.

## Persönlichkeiten
- Václav Kaplický (1895–1982), der Schriftsteller lebte in den 1950er Jahren in Peklo und verfasste hier seinen zweibändigen Historienroman Železná koruna, der die Geschehnisse nach dem Dreißigjährigen Krieg und den Bauernaufstand unter Führung des Rückersdorfer Schmiedes Andreas Stelzig zum Gegenstand hat.
- Erich Schmied (1907–1987), deutscher Verwaltungsjurist